# Прісновка (Кизилжарський район)
Прісно́вка (каз. Преснов) — село у складі Кизилжарського району Північноказахстанської області Казахстану. Адміністративний центр Лісного сільського округу.
Населення — 764 особи (2021; 791 у 2009, 842 у 1999, 898 у 1989).
Національний склад станом на 1989 рік:
- росіяни — 78 %.